# バイン・ツォクト碑文
バイン・ツォクト碑文（バイン・ツォクトひぶん）は、モンゴル国のバイン・ツォクト遺跡にある東突厥（第二可汗国）時代の碑文で、トニュクク（古テュルク語: 𐱃𐰆𐰪𐰸𐰸 - Tonyuquq：暾欲谷、阿史徳元珍）が自らを称えて建てたもの。そのため、トニュクク碑文とも呼ばれる。

## 発見
1897年、クレメンツが外モンゴル（当時は清領）のトラ河（トール川）上流のバイン・ツォクト（現在のトゥブ県ナライハ市）で発見した。

## 外観
この碑文はそれぞれ四面に刻文された二本の石柱からなり、第一碑文・第二碑文と呼ばれる。その内容は第一碑文から第二碑文へと連続しており、突厥文字によるテキストは罫線によって仕切られた全62行から構成され、各柱それぞれ西・南・東・北面の順に行が進行する。

## 内容構成
1. 唐朝による羈縻支配と突厥遺民の対唐叛乱
2. クトゥルグ（骨咄禄）とトニュクク（暾欲谷）が率いた独立戦争
3. トクズ・オグズ（九姓鉄勒）遠征（ウテュケン山占拠）
4. 漠南での戦闘（唐、キルギス、テュルギシュ三国同盟の報せ）
5. 突騎施（テュルギシュ）遠征
6. ソグディアナ遠征
7. トニュククの武勲の総括と彼への讃辞
8. 識語

トニュククはまず、前文で「賢明なるトニュクク、我れ自身、タブガチュ（中国）の統治せるときに生まれたり」と言って、自分が唐の羈縻（きび）支配期（630年 - 682年）に誕生したことを語り、ついで突厥諸族の反乱、突厥第二可汗国の建設、さらにイルティリシュ・カガンの即位に自分が果たした役割の大きさを記す。これに続く本文が本碑文の大部分を占め、そこではとくに、イルティリシュ・カガンの治世におけるキルギス、テュルギシュ（突騎施）との戦闘、およびソグディアナへの遠征などが精彩に満ちた文章で述べられる。しかし、イルティリシュ・カガンを継いだその弟カプガン・カガンに関する叙述は必ずしも好意的ではない。これは東突厥内部でイルティリシュ・カガン家とカプガン・カガン家との間に対立があり、トニュククは第二可汗国の建国以来、イルティリシュ・カガンの顧問官・軍司令官として功績を建て、その息子ら（ビルゲ・カガン、キョル・テギン）と密接な関係にあったためである。トニュククは最後に、本碑文の後文で「イルティリシュ・カガン勝たざりせば、彼無かりせば、我れ自身、賢明なるトニュクク勝たざりせば、我れ無かりせば、カプガン・カガンの、また突厥の民の地に、部族も民も人も、絶えて無かりたるべし。イルティリシュ・カガンと賢明なるトニュククとが勝ちたるが故に、カプガン・カガンと突厥の民との歩み、かくの如し」と言い、突厥の国家および民衆に対するイルティリシュ・カガンと自分自身との寄与・誇示しながらも、イルティリシュ・カガン家から可汗位を簒奪し、自分を要職から退けたカプガン・カガンの功業にはまったく触れていない。

## 碑文スタイル
ロシア（当時はソ連）のエス・ゲー・クリャシュトルヌィ（S.G.Klyaštornyj）は、本碑文について「バイン・ツォクト碑文のスタイルはホショ・ツァイダム碑文のそれほど荘重ではなく、トニュククは対話文のような文学的手法をはるかに多く駆使し、物語の中に、格言・比喩・慣用句・諺（ことわざ）を挿入している。その叙述が情緒的で、もったいぶっていないのはこのためである」と評している。

## 建立時期
チョイレン銘文建立からほぼ30年後、トニュクク自身の手でおそらくはビルゲ・カガンの即位（716年）の直後にこの文章が作成され、トニュククの死後、碑文としてバイン・ツォクトに建てられたとされる。

## 参考資料
- 三上次男・護雅夫・佐久間重男『人類文化史4 中国文明と内陸アジア』（講談社、1974年）